# Рощенко, Елена Георгиевна
Елена Георгиевна Рощенко (укр. Олена Георгіївна Рощенко, 4 декабря 1958, Харьков) — украинский музыковед, педагог, доктор искусствоведения (2006), профессор (2008).

## Биография
Родилась в 1958 году в семье музыкантов. Отец — известный виолончелист-исполнитель, педагог, профессор, ректор ХНУМ им. И. П. Котляревского Г. Б. Аверьянов, мать — музыковед, одна из основательниц современной музыковедческой регионалистики, кандидат искусствоведения, доцент З. Б. Юферова. Музыкальное образование начала в Харьковской средней специализированной музыкальной школе-интернате. В 1982 году окончила Харьковский государственный институт искусств им. И. П. Котляревского по классу Н. Л. Очеретовской. Продолжила профессиональную подготовку в Киевской консерватории (класс Ивана Котляревского). Защитила кандидатскую диссертацию: «Историко-социальные типы функционирования музыкально-культурного наследия в композиторском творчестве» в 1988 г. и получила научную степень кандидата искусствоведения. С 1994 года — доцент. В 2004 году стала лауреаткой Муниципальной премии им. И. Слатина «За выдающийся вклад в развитие музыковедения». Защитила докторскую диссертацию: «Диалектика мифологемы и новая мифология музыкального романтизма» в 2006 году и получила учёную степень доктора искусствоведения. С 2008 года — профессор. Проживает в городе Харьков.
Работала на должности заведующей кафедрой истории и теории мировой и украинской культуры (2002-2013), заведующей кафедрой теории музыки (2014-2015) ХНУИ имени И. П. Котляревского.
В Харьковской государственной академии культуры работает с 2015 года: 2015-2017 годы — в должности проректора, на протяжении 2017-2021 годов исполняла обязанности заведующей кафедрой теории и истории музыки ХГАК. Преподавала следующие дисциплины: «Методология исторического музыковедения», «История мировой музыки», «Семинар современной музыки».
В течение двух десятилетий сотрудничала с Молодёжным симфоническим оркестром «Слобожанский», как ведущая провела около 400 концертов этого коллектива.
Входила в состав редколлегии сборника научных трудов «Проблемы взаимодействия искусства, педагогики и теории и практики образования».
Елена Рощенко создала собственную научную школу. Под её руководством кандидатские диссертации защитили 17 аспирантов, среди которых Цао Хэ, Е. Сяньвэй, Лю Бинь, А. Степанова.
Награждена дипломом лауреата творческой премии Харьковского горисполкома имени Ильи Слатина, Почётной грамотой Харьковского городского совета Управления культуры и Благодарностью «За многогранный талант и яркое искусство» от Президентского фонда Л. Кучмы.

## Основные труды
- Иванова И. Л., Мизитова А. А., Рощенко О. Г. Ars longa исторического музыковедения // Харьковский государственный университет искусств имени И. П. Котляревского. Pro Domo Mea: очерки/ред. Т. Б. Веркина , Г. А. Абаджян , Г. Я. Ботунова. - Харьков, 2007. - С. 186-188.
- Рощенко О. Г. Поэтика шевченковского «Завета» в опере М. Лысенко – Старицкого «Тарас Бульба» / А. Г. Рощенко // Искусствоведческие записки: [сб. науч. пр.] / М-во культуры Украины, Нац. акад. руководитель. кадров культуры и искусств; [редкол.: В. Д. Шульгина и др.]. – Киев: Миллениум, 2014. – Вып. Двадцать пятый — С. 3–13.
- Рощенко О. Памяти мучеников Бабьего Яра / О. Рощенко // Музыка: науч.-попул. журн. по вопросам муз. культуры / М-во культуры и туризма Украины, Нац. союз комп. Украины, нац. Всеукр. муз. союз. - Киев: ГП «Нац. газ-журн. выр-во», 2016. - № 4. - С. 31-34.
- Рощенко О. Методологические основы продуктивной научной школы И. А. Котляревского / О. Рощенко // Вестн. музыка. - 2017. - Чис. 2. - С. 75-82.
- Рощенко О. Развернутое магическое имя в драматургии национального оперного мифа Р. Вагнера (ономатологические студии) / О. Рощенко // Музыка и философия. - Львов, 2018. - С. 168-170.
- Рощенко О. Г. Противоречие «нелегкой» судьбы «leichte sonaten» (ор.49) в истории бетховеноведения / О. Г. Рощенко // Культура Украины. Серия: Искусствоведение: сб. науч. пр. / М-во культуры Украины, Харьков. гос. акад. культуры; [редкол.: В. М. Шейко (отв. ред.) и др.]; под общ. ред. В. М. Шейко. - Харьков: ХГАК, 2019. - Вып. Шестьдесят третьей - С. 195-205.
- Музыкальные художественные: исторические и теоретические дискуссии: коллективный монограф / И. Коновалова, И. Польская , О. Рощенко, Н. Риабуха , В. Шчепакин , etc. - Lviv; Torun: Liha-Pres, 2020. - 144 с.
- Рощенко О. Г. «Бабочка» Сан Бо как национальный китайский оперный миф: монография / О. Рощенко, Есть Сяньвэй; М-во культуры и информ. политики Украины, Харьков. гос. акад. культуры. - Харьков: Эстет Принт, 2021. - 175 с.
- Рощенко О.Х. Оронимы из Монсалвата и Вальхалла в Драматурге Вагнера из нового Myth «Lohengrin» / OH Рощенко. - Article // Rupkatha Journal on Interdisciplinary Studies in Humanities. - 2021. - Vol. 13, № 1. - С. 1-13.
- Рощенко О. Г. Виолончельная школа Георгия Аверьянова: грани артистизма / О. Г. Рощенко // Аспекты исторического музыковедения. – Харьков, 2021. – Вып. Двадцать третий - С. 92-107.